# National League 1883
National League 1883 var den ottende sæson i baseballligaen National League, og ligaen havde deltagelse af otte hold. Kampene blev spillet i perioden 1. maj – 29. september 1883. Mesterskabet blev vundet af Boston Beaneaters, som vandt 63 og tabte 35 kampe, og som dermed vandt National League for tredje gang – de to første gange var i 1877 og 1878.
Siden sidste sæson var Worcesters plads i National League blevet overtaget af Philadelphia Quakers, mens New York Gothams havde erstattet Troy Trojans.

## Resultater
| Plac. | Hold                    | Kampe | Vundne | Uafgj. | Tabte | Proc.  |
| ----- | ----------------------- | ----- | ------ | ------ | ----- | ------ |
| 1.    | Boston Beaneaters       | 98    | 63     | 0      | 35    | 64,3 % |
| 2.    | Chicago White Stockings | 98    | 59     | 0      | 39    | 60,2 % |
| 3.    | Providence Grays        | 98    | 58     | 0      | 40    | 59,2 % |
| 4.    | Cleveland Blues         | 100   | 55     | 3      | 42    | 56,7 % |
| 5.    | Buffalo Bisons          | 98    | 52     | 1      | 45    | 53,6 % |
| 6.    | New York Gothams        | 98    | 46     | 2      | 50    | 47,9 % |
| 7.    | Detroit Wolverines      | 101   | 40     | 3      | 58    | 40,8 % |
| 8.    | Philadelphia Quakers    | 99    | 17     | 1      | 81    | 17,3 % |